# MNC Vision
MNC Vision (dawniej Indovision) – indonezyjski dostawca telewizji satelitarnej, należący do głównych platform płatnej telewizji w kraju. 
Platforma została uruchomiona 16 stycznia 1994 r. (jako Indovision) i jest najstarszą platformą telewizji satelitarnej w Indonezji. Od 12 grudnia 2017 r. działa pod nazwą MNC Vision.
MNC Vision oferuje dostęp do ponad 140 kanałów płatnych, niekodowanych i międzynarodowych. Platforma działa z satelity SES 7 – 108,2°E, w paśmie S, w MPEG-4, DVB-S2, a sygnał koduje w systemie VideoGuard.